# Kabtin
Kabtin – wieś w Syrii, w muhafazie Aleppo. W 2004 roku liczyła 1982 mieszkańców.